# Distrito electoral federal 1 de Jalisco
El I Distrito Electoral Federal de Jalisco es uno de los 300 Distritos Electorales en los que se encuentra dividido el territorio de México para la elección de diputados federales y uno de los 19 en los que se divide el estado de Jalisco. Su cabecera es la ciudad de Tequila.
El Primer Distrito Electoral Federal de Jalisco se encuentra localizado en la zona norte del Estado de Jalisco, está formado por 24 municipios; Colotlán, Mezquitic, Villa Guerrero, Totatiche, Chimaltitán, San Martín de Bolaños, Tequila, Hostotipaquillo, Magdalena, Amatitán, El Arenal, Tala, Teuchitlán, Ahualulco de Mercado, Etzatlán, San Marcos, San Juanito Escobedo, Bolaños, Huejuquilla el Alto, Huejucar, Santa María de los Ángeles, Cuquío, Ixtlahuacán del Río, San Cristóbal de la Barranca.

## Diputados por Legislatura
| Diputado                                                     | Diputado                      | Grupo parlamentario | Legislatura                    | Periodo     |
| ------------------------------------------------------------ | ----------------------------- | ------------------- | ------------------------------ | ----------- |
|                                                              | Antonio Molina                |                     | III                            | 1863 - 1865 |
|                                                              | Gregorio Dávila               |                     | IV                             | 1867 - 1868 |
|                                                              | Pedro Landázuri               |                     | V                              | 1869 - 1871 |
| La curul del distrito I permanece vacante entre 1871 y 1880. |                               |                     |                                |             |
|                                                              | Epifanio Silva                |                     | X                              | 1880 - 1882 |
|                                                              | Atilano Sánchez               |                     | XI                             | 1882 - 1884 |
|                                                              | Francisco Sepúlveda           |                     | XII XIII XIV XV XVI XVII XVIII | 1884 - 1898 |
|                                                              | Joaquín M. Escoto             |                     | XIX XX XXI                     | 1898 - 1904 |
|                                                              | Enrique Pazos                 |                     | XXII                           | 1904 - 1906 |
| Vacante                                                      | Vacante                       | Vacante             | XXIII                          | 1906 - 1908 |
|                                                              | Rafael Zubarán Capmany        |                     | XXIV                           | 1908 - 1910 |
|                                                              | Luis Pérez Verdía             |                     | XXV                            | 1910 - 1912 |
|                                                              | Francisco Escudero            |                     | XXVI                           | 1912 - 1914 |
|                                                              | Luis Manuel Rojas             |                     | Constituyente                  | 1916 - 1917 |
|                                                              | Salvador Escudero             |                     | XXVII                          | 1917 - 1918 |
|                                                              | Paulino Machorro Narváez      |                     | XXVIII                         | 1918 - 1920 |
|                                                              | José Guadalupe Zuno           |                     | XXIX                           | 1920 - 1922 |
|                                                              | Alfredo Romo                  | PRJ                 | XXX XXXI XXXII                 | 1922 - 1928 |
|                                                              | José Pérez Corona             |                     | XXXIII                         | 1928 - 1930 |
|                                                              | Manuel Hernández y Hernández  |                     | XXXIV                          | 1930 - 1932 |
|                                                              | Leopoldo Cuéllar              |                     | XXXV                           | 1932 - 1934 |
|                                                              | Cosme Sáinz                   |                     | XXXVI                          | 1934 - 1937 |
|                                                              | J. Jesús Ocampo               |                     | XXXVII                         | 1937 - 1940 |
|                                                              | Juan I. Godínez               |                     | XXXVIII                        | 1940 - 1943 |
|                                                              | Alberto Velázquez             |                     | XXXIX                          | 1943 - 1946 |
|                                                              | Rodolfo González González     |                     | XL                             | 1946 - 1949 |
|                                                              | Saturnino Coronado Organista  |                     | XLI                            | 1949 - 1952 |
|                                                              | Rodolfo González Guevara      |                     | XLII                           | 1952 - 1955 |
|                                                              | Ignacio González Rubio        |                     | XLIII                          | 1955 - 1958 |
|                                                              | Luis Ramírez Meza             |                     | XLIV                           | 1958 - 1961 |
|                                                              | José Luis Lamadrid Sauza      |                     | XLV                            | 1961 - 1964 |
|                                                              | Raúl Padilla Gutiérrez        |                     | XLVI                           | 1964 - 1967 |
|                                                              | Adalberto Padilla Quiroz      |                     | XLVII                          | 1967 - 1970 |
|                                                              | José Carlos Osorio Aguilar    |                     | XLVIII                         | 1970 - 1973 |
|                                                              | Reyes Rodolfo Flores Zaragoza |                     | XLIX                           | 1973 - 1976 |
|                                                              | Guillermo Cosío Vidaurri      |                     | L                              | 1976 - 1979 |
|                                                              | Eduardo Aviña Batíz           |                     | LI                             | 1979 - 1982 |
|                                                              | José Luis Lamadrid Sauza      |                     | LII                            | 1982 - 1985 |
|                                                              | Santiago Camarena Flores      |                     | LIII                           | 1985 - 1988 |
|                                                              | Blanca Escoto González        |                     | LIV                            | 1988 - 1991 |
|                                                              | Jorge Leobardo Lepe García    |                     | LV                             | 1991 - 1994 |
|                                                              | Juan Manuel Pérez Corona      |                     | LVI                            | 1994 - 1997 |
|                                                              | Teresa Núñez Casas            |                     | LVII                           | 1997 - 2000 |
|                                                              | Jaime Hernández González      |                     | LVIII                          | 2000 - 2003 |
|                                                              | Javier Guízar Macías          |                     | LIX                            | 2003 - 2006 |
|                                                              | Gustavo Macías Zambrano       |                     | LX                             | 2006 - 2009 |
|                                                              | Ignacio Téllez González       |                     | LXI                            | 2009 - 2012 |
|                                                              | Cesáreo Padilla Navarro       |                     | LXII                           | 2012 - 2015 |
|                                                              | Hugo Daniel Gaeta Esparza     |                     | LXIII                          | 2015 - 2018 |
|                                                              | Eduardo Ron Ramos             |                     | LXIV                           | 2018 - 2021 |
|                                                              | Gustavo Macías Zambrano       |                     | LXV                            | 2021 -      |

## Resultados Electorales

### 2018
|  | 42.06 % |

|  | 18.63 % |

|  | 4.58 % |

|  | 3.51 % |

|  | 27.09 % |

|  | 0.03 % |

|  | 4.07 % |

|  | 100.00 % |